# Takapoto
Takapoto és un atol de les Tuamotu, a la Polinèsia Francesa. Administrativament és una comuna associada de la comuna de Takaroa. Geogràficament forma part del grup d'illes del Rei Jordi. Està situat al nord de l'arxipèlag, a 9 km al sud-oest de Takaroa i a 560 km al nord-est de Tahití.

## Geografia
Té una forma ovalada de 20 km de llarg i 6 d'ample, amb una superfície emergida de 13 km² més 10 km² d'esculls. La llacuna interior de 81 km² és tancada sense cap pas practicable a l'oceà, però l'aigua es renova per canals submarins i resulta bastant salada.
La vila principal és Fakatopatere, situada a l'illot més gran on hi ha també un aeròdrom. La població total era de 521 habitants al cens del 2002. Les activitats principals són la pesca, la producció de copra i el cultiu de perles. En aquest atol es troba la més cèlebre de les ostres de perla negra, la pinctada margaritifera.

## Història
El nom Takapoto vol dir «mentó curt», per ser de dimensions una mica més petites que Takaroa. S'hi troben més de 22 maraes, antics temples polinesis. Un dels més destacats es troba a l'entrada de Fakatopatere on antigament una jove era sacrificada cada cinc anys al déu Matapo. Va ser anomenat Sondre Grondt (Sense Fons) per Jacob Le Maire (1616), Schadelijk (Perniciosa) per Jacob Roggeveen (1722) i Spiridoff per Otto von Kotzebue (1816).